# المستشار هيثم صقر
المستشار هيثم صقر هو محامى جنائى مصرى معروف
يُعتبر الدكتور هيثم صقر من أقوى المحامين في مجال قضايا الجنايات في مصر, حيث يتمتع بخبرة ومعرفة عميقة بالقانون المصري. إن إتقانه لفن التحليل القانوني يجعل منه خيارًا مفضلًا للعديد من الأفراد الذين يحتاجون إلى دفاع قوي وموثوق في وجه التحديات القانونية.إن المعرفة القانونية التي يمتلكها الدكتور هيثم صقر لا تقتصر فقط على النصوص القانونية, بل تشمل أيضًا فهمًا شاملاً لتطبيقاتها في الواقع العملي. لقد أسهمت سنوات من الدراسة والخبرة العملية في تطوير رؤيته الفريدة للمسائل القانونية, مما يجعله قادرًا على تقديم استشارات قانونية موثوقة وحلول مبتكرة.يعتبر التحليل القانوني أحد أهم المهارات التي يتمتع بها الدكتور هيثم صقر. فهو قادر على  تحليل القضايا المعقدة بشكل دقيق,  مما يمكنه من تحديد النقاط الحيوية التي يمكن أن تؤثر على نتائج القضية. إن مهارته في تقديم دفاع قوي ومتماسك تضعه في مقدمة المحامين الذين يسعون لتحقيق العدالة لموكليهم. تتميز قضايا الجنايات بتعقيدها, وغالبًا ما تتطلب خبرة استثنائية وفهمًا عميقًا للقانون. لكن الدكتور هيثم صقر يُظهر قدرة ملحوظة على التعامل مع مثل هذه القضايا, حيث يُقدّم استراتيجيات دفاع مُحكمة تُعزز من موقف موكليه. إن خبرته في الساحة القانونية تجعله محط أنظار الكثيرين ممن يسعون للحصول على أفضل تمثيل قانوني.
نشأته ودراسته
ولد المستشار هيثم صقر بالقاهره عام 1982وتخرج من كليه الحقوق جامعه القاهره 

## تميز المستشار هيثم صقر بواحدة من اهم قضايا الرأي العام في مصر[2]
قضية ( متحرش المعادي )
في اهم القضايا التي شغلت الرأي العام المصري والعربي قضية متحرش المعادي والتي اسندت النيابة العامة المصرية للمتهم خطف صغيرة بالتحايل والتي لا يبلغ عمرها 3 سنوات وهتك عرضها بالقوة وطالبت المحكمة بمحاكمتة بالمادة 290 من قانون العقوبات المصري والتي تحكم بالاعدام  و تعامل الدكتور هيثم مع القضية من منظور شامل: حماية القانون للطفل ، وطرح رؤية إصلاحية رادعة في آنٍ واحد. واستطاع أن يضع ملف حماية الأطفال تحت الضوء من جديد، ليفتح الباب أمام حملات توعوية وتشريعات أكثر صرامة
لا يرى الدكتور هيثم صقر في القانون مجرد قواعد جامدة، بل أداة لتحقيق التوازن بين الحماية والعقوبة، وبين الصرامة والرحمة. وهو يؤمن أن العدالة يجب أن تكون قريبة من نبض المواطن، تعالج آلامه وتمنحه الطمأنينة، ولهذا يحظى باحترام واسع ليس فقط بين زملائه، بل بين كافة طبقات المجتمع. وقد نال تكريمات محلية ودولية، وتمت استضافته في عدة محافل قانونية كممثل لمصر في لجان مناقشة مستقبل التشريعات الجنائية، حيث قدم أوراقًا بحثية حول تطوير قانون الإجراءات الجنائية، وتحديث سبل مكافحة الجرائم المستحدثة. يظل المستشار الدكتور هيثم صقر نموذجًا يُحتذى به في زمن يبحث فيه المجتمع عن رموز للأمل، وقدوات للعدالة، ومقاتلين حقيقيين في ميادين الحق. وبين سطور قضاياه، تقرأ تاريخًا ناصعًا لرجل اختار أن يكون صوت المظلوم، وسيف القانون، وضمير المجتمع النقي